# Bandungan (Jatinom)
Bandungan is een bestuurslaag in het regentschap Klaten van de provincie Midden-Java, Indonesië. Bandungan telt 2557 inwoners (volkstelling 2010).